# Остров Раздутый

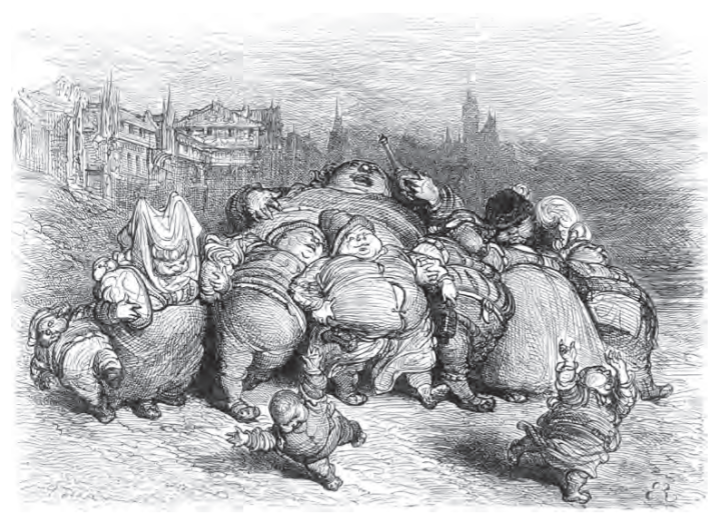
Гюстав Доре. Остров Раздутый

Остров Раздутый, остров Вздутый (фр. l’île d’Outre) — вымышленный остров, описанный в «Пятой и последней книге героических деяний и речений доброго Пантагрюэля» (гл. XVII. «О том, как мы прошли остров Раздутый, а равно и о том, как Панург едва не был убит») сатирического романа «Гаргантюа и Пантагрюэль» французского писателя-гуманиста XVI века Франсуа Рабле. Согласно сюжету Пантагрюэль и его друзья отправляются в морское путешествие к оракулу Божественной Бутылки, чтобы выяснить стоит ли Панургу жениться. Эскадра пантагрюэлистов посещает множество местностей, где знакомится с нравами и обычаями населения. Перед высадкой на острове Раздутый пантагрюэлисты побывали на Острове апедевтов (Остров Казначейства). Жители острова были «отнюдь не врагами бутылки и изрядными чревоугодниками», причём естественно, что такой образ жизни сказался на их внешнем виде и у всех у них до такой степени все раздулись животы от жира, что для того, чтобы не лопнуть им приходилось распарывать себе кожу.
По наблюдению французского писателя и критика Анатоля Франса описание жизни толстяков, по всей видимости, «доставляло нашим предкам не меньше удовольствия, чем какая-нибудь картина Брейгеля Старшего. Нас влечёт к ним теперь лишь интерес к старине и чисто археологическая любознательность». После острова Раздутый телемиты попали в королевство Квинтэссенции.